# Аббатство Аморбах
Аббатство Аморбах (нем. (Reichs)abtei Amorbach, также нем. Kloster Amorbach) — ныне не существующее имперское аббатство бенедиктинского ордена в немецком городе Аморбах (который вырос вокруг монастыря) в восточном Оденвальде, на севере современной федеральной земли Бавария. Монастырь был основан, как считается в 734 г., и был, тем самым, одним из первых в майнской Франконии (нем. Mainfranken). В ходе медиатизации аббатство было упразднено в 1803 г., перейдя в собственность князей Лейнингенских, которым таким образом были компенсированы их территориальные потери на левом берегу Рейна, занятого французскими войсками.
Главной небесной покровительницей аббатства была Дева Мария; а также римские мученики Симплиций, Фаустин и Беатриса.

## История
Хотя начала аббатства покрыты мраком неизвестности, однако, на основании празднования тысячелетнего юбилея в 1734 г., принято считать, что Аморбах был основан в первой половине VIII в. Очевидно, во всяком случае, что основанный Каролингами монастырь был призван, в первую очередь, проводить миссионерскую работу и развивать инфраструктуру в Оденвальде (наряду с другими тремя основанными в этот же период монастырями Лорш, Фульда и Мосбах).
Уже до 800 г. монастырь попал под покровительство Карла Великого, получив статус имперского аббатства. Тогда же аббаты Аморбаха неоднократно посылались в качестве епископов в только что покорённую Саксонию: так епископ Вердена на Аллере Танко был до 808 г. настоятелем в оденвальдской обители.
В 993 г. — на основании подложных грамот — Оттон III подчинил Аморбах вюрцбургскому епископству, вслед за чем монастырь потерял ряд важных с экономической точки зрения владений. С другой стороны, в этот период были основаны первые самостоятельные приходы в Бухене, Вальдюрне и в Бодигхайме (сегодня — район Бухена).
В XI—XII вв. монастырь постепенно расширял сферу своего влияния, основывая всё новые поселения в Оденвальде, фундаментом существования которых было, в первую очередь, лесное хозяйство.
В 1168 г. Фридрих Барбаросса передал надзор над монастырём своему приближённому Руперту, который основавшись в Вальдюрне, положил начало влиятельному дворянскому роду фон Дюрнов.
Ульрих фон Дюрн продал права монастырского фогта в 1272 г. майнцскому архиепископу Вернеру фон Эпштайну (Werner von Eppstein); тем самым власть в Аморбахе оказалась поделена: светское управление перешло к Курмайнцу, в то время как духовное окормление осталось в руках епископов Вюрцбурга.
В первой трети XV в. в Аморбахе были обновлены правила монастырского общежития, едва ли не главным новшеством которых стала возможность приёма в конвент людей недворянского происхождения.
Во время Крестьянской войны аббатство было взято штурмом горожанами Аморбаха, присоединившимися к крестьянским отрядам под началом знаменитого Гёца фон Берлихингена.
В эпоху Реформации ряд приходов перешёл в протестантизм, значительная часть которых — в том числе не без применения военной силы — уже в 1556—1584 гг. была возвращена к католической вере.
В Тридцатилетней войне аббатство сильно пострадало от военных действий, неоднократно став объектом разграбления и вынужденного расквартирования войск. В период с 1632 по 1634 гг. монастырь был даже упразднён, а его имущество передано графу Людвигу I фон Эрбаху.
В 1656 г. в силу договора между Курмайнцем и княжеством-епископством Вюрцбург о выравнивании границ, Аморбах окончательно отошёл майнцским курфюрстам, и при этом, как и аббатство Броннбах, потерял часть своих автономных прав.
В последующие десятилетия монастырь сумел оправиться от потерь времён Тридцатилетней войны, отпраздновав в 1734 г. тысячелетний юбилей своего основания. С 1742 по 1747 гг. главная церковь аббатства была перестроена в стиле барокко и рококо под руководством курмайнцского придворного архитектора Иоганна Максимилиана фон Вельша (Johann Maximilian von Welsch, 1671—1745). Внутреннее убранство было выполнено Иоганном Михаэлем Фойхтмайером-младшим, Иоганном Георгом Юбльхёром и Маттеусом Гюнтером, руководившим аугсбургской католической академией. Построенный в 1782 г. орган, был на тот момент самым большим в мире, насчитывая более 5000 труб и включая ряд колоколов. В период с 1783 по 1786 гг. выло возведено новое здание конвента, и в 1790-х гг. — новая библиотека и зал приёмов (Зелёный зал) в стиле аморбахского раннего классицизма.
В 1803 г. аббатство было секуляризовано в пользу князей фон Лейнинген, и остававшиеся в нём 24 монаха были вынуждены покинуть обитель. Обширные здания конвента казались тогда достойными стать резиденцией нового княжества. Церковь с этого момента была превращена из католической в евангелическую.
В 1806 г. княжество Лейнинген было медиатизировано Баденом, отойдя в 1810 г. Гессену, и в 1816 г. став частью Баварии.

## Современное использование
Значительная часть построек аббатства до сих пор является одной из главных резиденций рода фон Лейнинген.
Бывшая монастырская библиотека, как часть приватной Княжеской библиотеки Лейнингенов (нем. Fürstlich Leiningensche Bibliothek Amorbach), охватывающей на сегодняшний день порядка 35 000 томов, доступна для научных исследований.
Бывшая монастырская церковь регулярно открыта для посещений, в том числе — с экскурсией в библиотеке и в Зелёном зале.